# Edwin Holmes (Astronom)
Edwin Holmes (* 1838 oder 1839; † 1918 oder Anfang 1919) war ein britischer Amateurastronom.
Er entdeckte am 6. November 1892 den periodisch wiederkehrenden Kometen 17P/Holmes, wofür er von der Astronomical Society of the Pacific mit der Donohoe Comet Medaille ausgezeichnet wurde. Eigentlich wollte Holmes an diesem Abend den Jupiter beobachten und war überrascht, als er auf den Kometen traf.